# تشارلي براون (لاعب كرة قدم بريطاني)
تشارلي براون (بالإنجليزية: Charlie Brown)‏ هو لاعب كرة قدم بريطاني، ولد في 23 سبتمبر 1999 في إبسوتش في المملكة المتحدة. لعب مع تشيلسي.